# Tuff City Records
Tuff City Records est un label basé à New York fondé en 1981 par le journaliste Aaron Fuchs. Se concentrant initialement sur la musique hip-hop, le domaine du label s'élargit ensuite pour inclure le doo-wop, le dancehall et la fusion hip hop-jazz, et ses publications comprennent des rééditions de musique aussi anciennes que les années 1940.
Le label s'est également fait une spécialité du rachat de droits d'auteurs de chansons pour exploiter financièrement la pratique du sampling, largement répandue dans le hip-hop.

## Histoire
Journaliste chez Cash Box, Aaron Fuchs quitte son emploi pour diriger Tuff City, l'un des premiers labels de hip-hop. Après les deux premières sorties du label, un accord de distribution est signé avec CBS Associated Records, bien que Tuff City ait rompu le lien après seulement un an. Le label est le pionnier de la sortie d'albums de breakbeats — les éléments de base que d'autres peuvent utiliser dans leurs enregistrements. Fuchs achète également les droits d'enregistrements antérieurs qui sont samplés par d'autres, rapportant ainsi de l'argent au label grâce aux royalties,. L'un d'eux, Impeach The President des Honey Drippers, fait l'objet d'une action en justice, Fuchs intentant un procès contre Sony Music et Def Jam Recordings pour avoir samplé illégalement le morceau sur des enregistrements de LL Cool J et EPMD. L'affaire se règle à l'amiable.
À la fin des années 1980 et au début des années 1990, Tuff City sort une série de nouveaux enregistrements hip-hop par ANTTEX, Lakim Shabazz, Mark the 45 King et YZ. Au milieu des années 1990, Tuff City lance le sous-label Ol 'Skool Flava pour les rééditions de classiques du hip-hop,. Un autre sous-label, Night Train International, est créé pour rééditer le blues et le rhythm and blues d'Academy, de Lucky Four et de Magic Touch. Des œuvres du Professor Longhair, James Booker, Tuts Washington et Lenny LaCour, entre autres, sont également publiées par le label.
Au cours des années suivantes, Tuff City commence à rééditer des projets de soul avec Soul-Tay-Shus Records, de funk avec Funky Delicacies et de musique latino new-yorkaise avec Andale Records. Via sa filiale Tufamerica, le label se fait connaître aussi en poursuivant des artistes comme Kanye West et les Beastie Boys pour leur utilisation de samples dont les droits ont été acquis à cette fin par Tuff City,.
Dans une autre affaire, Tuff City poursuit EMI Records pour n'avoir pas payé les redevances à Tuff City en relation avec des chansons créditées à feu George Patterson. EMI réplique que Tuff City n'en détient pas le titre de propriété. L'affaire est en cours, mais son statut est inconnu depuis l'achat et la dissolution d'EMI par Universal Music en 2013.

## Artistes
- Blaq Poet
- Eddie Bo
- The Cold Crush Brothers
- Spoonie Gee
- Grandmaster Caz
- DJ Hollywood
- Teddy Riley
- Tupac Shakur (en tant que MC New York)
- Ultramagnetic MCs

## Discographie
- 2017 : Tuff City Records, 33 1⁄3 Anniversary Box (Original Old School Recordings 1982-1986)